# Hohenlohekreis
Hohenlohekreis okrug je u njemačkoj pokrajini Baden-Württemberg. Oko 109.449 stanovnika živi u okrugu površine 776,75 km².

## Gradovi
1. Forchtenberg
2. Ingelfingen
3. Krautheim
4. Künzelsau
5. Neuenstein
6. Niedernhall
7. Öhringen
8. Waldenburg

## Vanjske poveznice
- Webstranica okruga